# Monnina
Monnina é um género botânico pertencente à família Polygalaceae.